# 加藤達也 (警察官僚)
加藤 達也（かとう たつや、1961年1月 - ）は、日本の警察官僚、警視監。警察庁長官官房審議官、警察庁外事情報部長、愛知県警察本部長を経て、ジェイ・エス・エス代表取締役社長。

## 人物・経歴
長崎県長崎市出身、長崎県立長崎北高等学校を経て、1985年東北大学法学部卒業、警察庁入庁。1988年山梨県警察本部刑事部捜査二課長。1990年防衛庁教育訓練局訓練課。1992年年警察庁警察局警備企画課。1999年警察庁刑事局銃器対策課理事官。2004年愛知県警察刑事部長。2007年内閣官房内閣衛星情報センター運用情報管理課長。2010年警察庁生活安全局保安課長。2012年宮崎県警察本部長。
2013年警察庁警備局外事情報部外事課長。2014年から沖縄県警察本部長を務め、高江ヘリパッド問題への対処などにあたった。2016年警察庁長官官房審議官（警備局、2020年東京オリンピック・パラリンピック競技大会担当）。同年警察庁警備局外事情報部長。
2017年から愛知県警察本部長を務め、産業スパイ対策や、暴力団対策などを進めた。2019年退官、ジェイ・エス・エス専務取締役。2020年ジェイ・エス・エス取締役副社長。2022年ジェイ・エス・エス代表取締役社長。